# Dalarna
Dalarna (szw. Dalarna län) – jeden ze szwedzkich regionów administracyjnych (län). Do 1997 roku region administracyjny Dalarna nosił nazwę Kopparberg (Kopparbergs län). Siedzibą władz regionu (residensstad) jest Falun.

## Geografia
Region administracyjny Dalarna jest położony w północno-zachodniej części Svealand w Szwecji środkowej. Granice regionu pokrywają się w dużej części z granicami krainy historycznej (landskap) Dalarna. Poza tym w skład regionu Dalarna wchodzą mniejsze fragmenty Härjedalen i Västmanlandu.
Graniczy z regionami administracyjnymi Jämtland, Gävleborg, Västmanland, Örebro i Värmland oraz z terytorium Norwegii (okręg Hedmark).
Aż 70% Dalarny pokryte jest lasami, wśród których znajdują się niezliczone jeziora. Z nizinnym krajobrazem wokół jeziora Siljan kontrastują góry w północnej części regionu.

### Demografia
31 grudnia 2015 roku Dalarnas län liczył 281 028 mieszkańców (11. pod względem zaludnienia z 21 regionów administracyjnych Szwecji), gęstość zaludnienia wynosiła 9,9 mieszkańców na km².

## Gminy i miejscowości

### Gminy
Region administracyjny Dalarna jest podzielony na 15 gmin:
| - Älvdalen (7 052) - Avesta (22 022) - Borlänge (50 715) - Falun (56 896) - Gagnef (10 024) - Hedemora (15 085) - Leksand (15 252) - Ludvika (26 030) - Malung-Sälen (9 969) - Mora (20 006) - Orsa (6 812) - Rättvik (10 748) - Säter (10 886) - Smedjebacken (10 712) - Vansbro (6 694) |

Uwagi: W nawiasie liczba mieszkańców; stan na dzień 31 grudnia 2014 r.

### Miejscowości
Lista 10 największych miejscowości (tätort) regionu administracyjnego Dalarna (2010):
| #  | Miejscowość  | Gmina        | Liczba mieszkańców (2010) |
| -- | ------------ | ------------ | ------------------------- |
| 1  | Borlänge     | Borlänge     | 41 734                    |
| 2  | Falun        | Falun        | 37 291                    |
| 3  | Avesta       | Avesta       | 14 506                    |
| 4  | Ludvika      | Ludvika      | 14 498                    |
| 5  | Mora         | Mora         | 10 896                    |
| 6  | Hedemora     | Hedemora     | 7 273                     |
| 7  | Leksand      | Leksand      | 5 934                     |
| 8  | Orsa         | Orsa         | 5 308                     |
| 9  | Malung       | Malung-Sälen | 5 126                     |
| 10 | Smedjebacken | Smedjebacken | 5 100                     |